# Nacozari de García
Nacozari de García () é um município do estado de Sonora, no México.